# Talyshstan

Talysh-taalgebieden

Talyshstan (ook: Talish, Talishstan, Tolışıston) is zowel een historische als hedendaagse term die "het land van Talysh" aanduidt. Het is afgeleid van de naam van het volk der Talysh, volgens een veel gebruikt model voor het vormen van namen van territoria met het achtervoegsel -stan.
Talyshtan bestaat uit twee delen: Noord-Talyshstan in Azerbeidzjan en Zuid-Talyshstan in Iran. In het noorden grenst het aan de Mugan-vlakte in Azerbeidzjan en vandaar strekt het zich uit in een smalle strook langs de zuidkust van de Kaspische Zee tot aan de nederzetting Kopulchal, gelegen nabij de haven van Anzali in Iran.
De naam Talyshstan werd door een aantal middeleeuwse auteurs gebruikt binnen de grotere regio Gilan, een provincie van Perzië. De middeleeuwse cartograaf Mohammad Saleh Esfahani gebruikte de term "Talyshstan" in 1609 zelfs als synoniem van Gilan. De plaatsnaam Talyshstan in de provincie Lahijan (Gilan, Biye-pis), bewoond door de Talysh, wordt vermeld door Abd-Al-Fattah Fumeni in zijn werk "De geschiedenis van Gilan". Volgens Muhammad Isfahani was Tálish de naam van een zoon van Japhet, de zoon van Noah: "van hem werd de naam gegeven aan een stam in Gilán, en van die stam heette het land Tálishistán".
Van 1747 tot 1826 bestond de Kanaat Talysh als een onafhankelijk gebied. Het kwam approximatief overeen met Noord-Talyshtan.
In Noord-Talyshstan werd in 1993 kortstondig de Talysh-Mugan Autonome Republiek uitgeroepen.